# Letonice
Letonice (in tedesco Letonitz) è un comune della Repubblica Ceca facente parte del distretto di Vyškov, in Moravia Meridionale.